# Оповідання про сімох повішених
«Оповідання про сімох повішених» (інша назва: «Сім повішених») — радянський кінофільм 1924 року. Фільм не зберігся, був вилучений з прокату в грудні 1928 роке як недоброякісний в художньому та ідеологічному плані.

## Сюжет
Екранізація однойменної повісті Леоніда Андрєєва «Оповідання про сімох повішених» (1909). В основу фільму лягла історія про групу революціонерів-терористів, заарештованих і засуджених до страти.

## У ролях
- Дора Читоріна —  Муся
- Микола Салтиков —  Іван Янсен
- Борис Лоренцо —  Вернер
- Петро Інсаров —  Василь Каширін
- Сергій Ценін —  Циганок
- А. Восторгов — Сергій Головін
- Лорен — Таня Ковальчук
- Яків Морін — епізод
- Карл Томський — епізод
- П. Велікатов — епізод

## Знімальна група
- Режисери — Микола Салтиков, Петро Чардинін
- Сценарист — Олександр Аркатов
- Оператори — Олександр Грінберг, Григорій Дробін, Є. Капітта
- Художники — Іван Суворов, Олексій Уткін